# 二天記
『二天記』（にてんき）は、安永5年（1776年）に熊本藩の細川家の筆頭家老・松井家の二天一流兵法師範の豊田景英が著した宮本武蔵の伝記。

## 内容
作者の豊田景英の祖父で松井家家臣の豊田正剛は、二天一流の師範となり、武蔵の晩年の弟子である道家角左衛門、山本源五左衛門、中西孫之丞、田中左太夫等が生前の武蔵について語った内容を、直接または間接的に聞き、覚書として残した。また正剛の子・正脩も、二天一流の師範となり、武蔵の熊本での足跡や武蔵ゆかりの品の所有者について調べた。その調査結果を正剛の覚書に加え、さらに、武蔵が著した『五輪書』『独行道』、武蔵の養子である宮本伊織が北九州市手向山に建てた「新免武蔵玄信二天居士碑」（小倉碑文）や寛文2年（1662年）の『羅山文集』、それらを記している享保元年（1716年）の『本朝武芸小伝』の武蔵に関する部分を参照し、宮本武蔵の史料を集めた『武公伝』を宝暦5年（1755年）に著した。
このような経緯により祖父や父の意思を継いだ景英は、世間で誤って語られることが多くなった流祖武蔵の生涯を二天一流の門下の者が正しく知ることができるよう、『武公伝』を読みやすくするために添削、安永5年（1776年）に『二天記』を著した。
景英は添削の過程で、武蔵ゆかりの品の所有者についての記述を完全に除き、『武公伝』が記述していた伝聞の語り手に関する記述をいくつも省いた。また、話を書状の形に書き改めたり、原資料が不明な新たな記述を加えるなど、文章として体裁を整えるために史料価値を著しく低めてしまった。例えば、『武公伝』に書かれていない巌流の姓を佐々木とし、『武公伝』で巌流が18歳で流派を立てたという記述を船島の決闘（巌流島の決闘）の時の年齢が18歳と書き改めたり、原史料不明の槍の奥蔵院や鎖鎌の宍戸某との決闘などを書き加えている。
しかし史料価値は下がった『二天記』だが、読みやすく武蔵に関する事跡が詳細に記されているため武蔵の伝記として普及し、江戸期に作成されたいくつかの宮本武蔵の伝記では、根本資料として用いられ続けた。明治42年（1909年）熊本の宮本武蔵遺蹟顕彰会編纂による『宮本武蔵』（通称「顕彰会本」）でも原資料の一つとされた。さらに、吉川英治が朝日新聞に連載した小説『宮本武蔵』（1935年～1939年）が「顕彰会本」の内容を元に書かれたことから、以後の武蔵に関する著作は『二天記』の内容を無批判的に記述する傾向が強くなり、宮本武蔵に関する多くの俗説が『二天記』を原資料として語られている。
現在では、妄信されていた反動で『二天記』の記述すべてが創作であるかのような短絡的な記述が増えている。しかし、記述内容の中には、当時の二天一流門弟間に伝えられた武蔵の伝聞を記したものも多く、『二天記』の説話総てが全くの虚構という訳ではない。だが、史料としては、元になった『武公伝』を直接用いるべきであろうとする意見がある。